# Red Faber
Urban Clarence Faber (Cascade, Iowa, 6 de septiembre de 1888-Chicago, Illinois, 25 de septiembre de 1976), más conocido como Red Faber, fue un jugador profesional estadounidense de béisbol que se desempeñó en la posición de lanzador en las Grandes Ligas de Béisbol (MLB). Es miembro del Salón de la Fama del Béisbol.

## Carrera
Faber jugó como profesional veinte temporadas en Chicago White Sox (1914-1933), equipo en el que se retiró.

## Reconocimiento
En 1964, ingresó como miembro al Salón de la Fama del Béisbol.